# Pharsalia truncatipennis
Pharsalia truncatipennis là một loài bọ cánh cứng trong họ Cerambycidae.